# 国道266号線 (アメリカ合衆国)

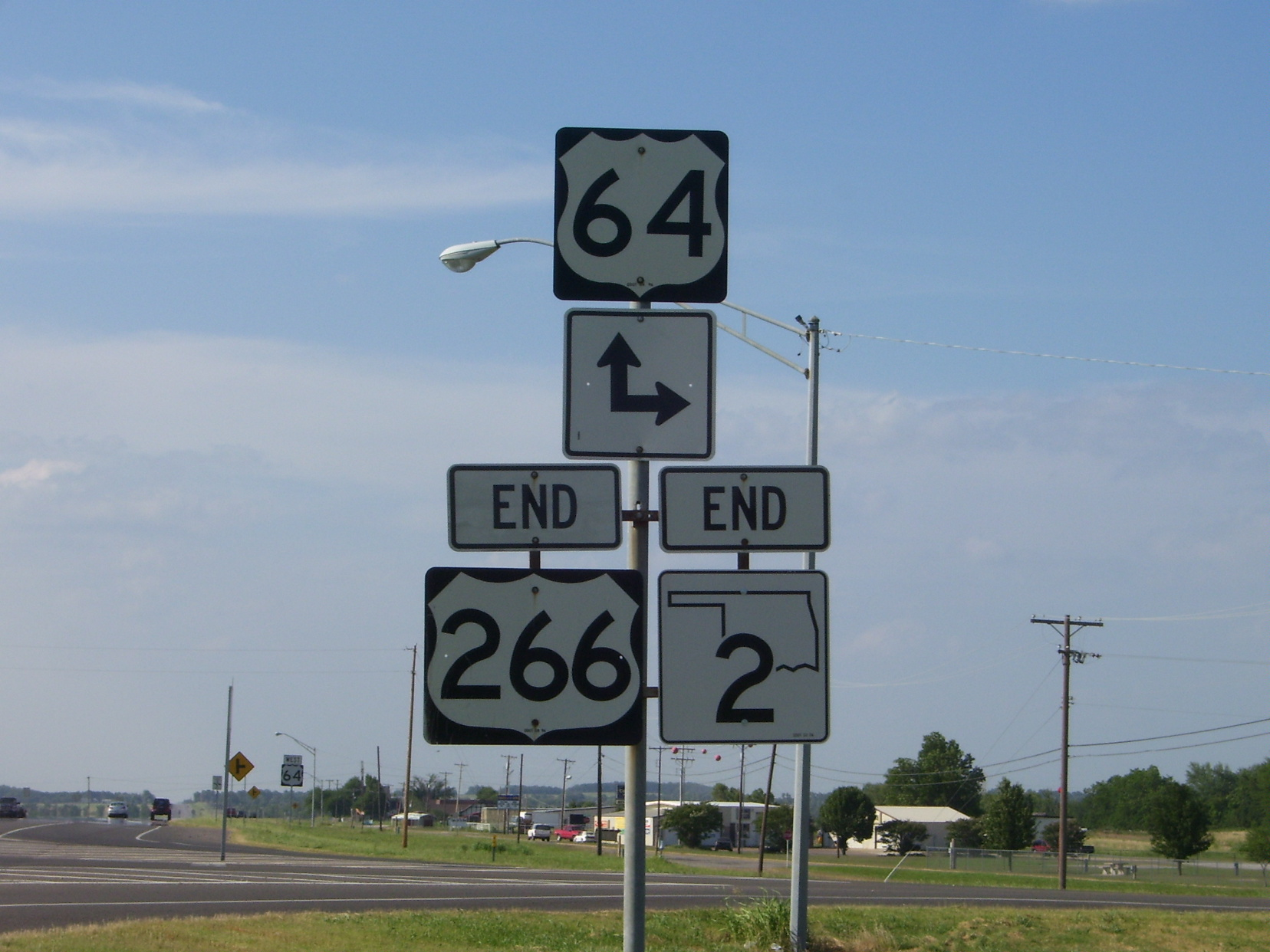
ワーナーでのU.S 64（国道64号線）との交差点。当国道の東の終点である。

国道266号線（こくどう266ごうせん U.S Highway 266）は東西に貫くアメリカのハイウェイ（国道）である。東の終点がオクラホマ州ワーナー（Warner）で、西の終点が同州ヘンリエッタ（Henryetta）である。今は亡き国道66号線（ルート66）の支線級道路である。国道66号線本線支線での生き残りは国道166号線と当国道のみである。アメリカのU.Sハイウェイの中でも距離が短い部類に入る。
全線が州間高速道路40号線と併走している。

## 沿革
- 1926年 ワーナーとオクラホマシティー間の国道として指定される。当時は国道66号とも接続していた。
- 1930年 西の終点がオクラホマシティーからヘンリエッタ（Henryetta）に短縮される。これに伴い国道66号に接続しない支線となった。

## 接続道路
- 国道75号線・国道62号線（ヘンリエッタ）
- 国道64号線（ワーナー）